# Ancharadus
Ancharadus ou Arandon ou Aradus: signifie "vision d' Aradon ". Selon les géographes Strabon et Étienne de Byzance, il s'agirait de l'ancien nom de la partie insulaire de la ville antique de Tyr, au Liban.
En 322 av. J.-C., Alexandre le Grand assiège l'île fortifiée et la conquiert après l'avoir reliée à la terre par une digue fabriquée à partir des décombres de la cité continentale. Progressivement ensablée depuis, Tyr est devenue une presqu'île.
Abdias de Babylone, dans son Histoire apostolique, relate le voyage de l'apôtre Simon-Pierre et son passage près d'Ancharadus alors qu'il se rendait en navire vers Rome.